# Wiktorija Alexejewna Baranowa
Wiktorija Alexejewna Baranowa, verheiratet Tjumnewa, (russisch Виктория Алексеевна Баранова (Тюмнева); englisch Viktoria Baranova; * 6. Februar 1990 in Schukowski, Russische SFSR, Sowjetunion) ist eine ehemalige russische Bahnradsportlerin.

## Sportliche Laufbahn
2007 wurde Wiktorija Baranowa in Aguascalientes Junioren-Weltmeisterin im Keirin sowie Dritte im Teamsprint, mit Jelena Melnischenko. Im selben Jahr stand sie bei den Bahn-Europameisterschaften für den Nachwuchs in Cottbus zweimal auf dem Podium, indem sie Zweite im Sprint und Dritte im 500-Meter-Zeitfahren wurde. Bei den Junioren-Weltmeisterschaften 2008 in Kapstadt belegte sie im Zeitfahren Rang zwei und im Sprint und Teamsprint (mit Melnischenko) jeweils den dritten Platz. Bei den Bahn-Europameisterschaften der Junioren im selben Jahr in Pruszków wurde sie Europameisterin im Sprint, Zweite im Zeitfahren und Dritte im Teamsprint (mit Melnischenko).
2010 startete Baranowa erstmals in der Elite und belegte bei den Bahn-Weltmeisterschaften den siebten Platz im Sprint, den achten im Teamsprint (mit Olga Strelzowa) und im Keirin den 19. Platz. 2011 wurde sie russische Meisterin im Keirin sowie Doppel-Europameisterin (U23) im Keirin und Sprint, im Zeitfahren wurde sie Dritte. Bei den UEC-Bahn-Europameisterschaften 2011 in Apeldoorn errang sie die Bronzemedaille im Sprint.

### Dopingsperre 2012
Vor den Olympischen Spielen 2012 wurde Baranowa bei einer Doping-Trainingskontrolle am 24. Juli 2012 in Weißrussland positiv auf Testosteron getestet und ihr geplanter Olympiastart abgesagt, nachdem sie ihre Schuld eingestanden hatte. Anschließend wurde sie für zwei Jahre, bis Anfang August 2014, gesperrt.

## Erfolge
2007
- Junioren-Weltmeisterin – Keirin
- Junioren-Weltmeisterschaft – Teamsprint (mit Jelena Melnischenko)
- U23-Europameisterschaft – Sprint
- U23-Europameisterschaft – 500-Meter-Zeitfahren

2008
- Junioren-Weltmeisterschaft – 500-Meter-Zeitfahren
- Junioren-Weltmeisterschaft – Sprint, Teamsprint (mit Galina Strelzowa)
- Junioren-Europameisterin – Sprint
- Junioren-Europameisterschaft – 500-Meter-Zeitfahren
- Junioren-Europameisterschaft – Teamsprint (mit Jelena Melnischenko)

2011
- Europameisterschaft – Sprint
- U23-Europameisterin – Sprint, Keirin
- U23-Europameisterschaft – 500-Meter-Zeitfahren
- Russische Meisterin – Keirin

2012
- U23-Europameisterin – Sprint, Keirin, Teamsprint (mit Anastassija Woinowa)